# Puebla del Prior
Puebla del Prior je španělská obec situovaná v provincii Badajoz (autonomní společenství Extremadura).

## Poloha
Obec je vzdálena 14,5 km od města Villafranca de los Barros, 58 km od Méridy a 89 km od města Badajoz. Patří do okresu Tierra de Barros a soudního okresu Villafranca de los Barros.

## Historie
V roce 1834 se obec stává součástí soudního okresu Almendralejo. V roce 1842 čítala obec 75 usedlostí a 240 obyvatel.

## Odkazy

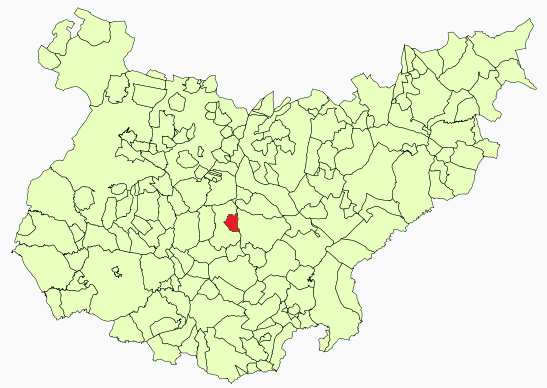
Poloha obce v provincii Badajoz

## Demografie
| Populace obce Puebla del Prior z let (1842–2010) | Populace obce Puebla del Prior z let (1842–2010) | Populace obce Puebla del Prior z let (1842–2010) | Populace obce Puebla del Prior z let (1842–2010) | Populace obce Puebla del Prior z let (1842–2010) | Populace obce Puebla del Prior z let (1842–2010) | Populace obce Puebla del Prior z let (1842–2010) | Populace obce Puebla del Prior z let (1842–2010) | Populace obce Puebla del Prior z let (1842–2010) | Populace obce Puebla del Prior z let (1842–2010) | Populace obce Puebla del Prior z let (1842–2010) | Populace obce Puebla del Prior z let (1842–2010) | Populace obce Puebla del Prior z let (1842–2010) | Populace obce Puebla del Prior z let (1842–2010) | Populace obce Puebla del Prior z let (1842–2010) | Populace obce Puebla del Prior z let (1842–2010) | Populace obce Puebla del Prior z let (1842–2010) | Populace obce Puebla del Prior z let (1842–2010) |
| ------------------------------------------------ | ------------------------------------------------ | ------------------------------------------------ | ------------------------------------------------ | ------------------------------------------------ | ------------------------------------------------ | ------------------------------------------------ | ------------------------------------------------ | ------------------------------------------------ | ------------------------------------------------ | ------------------------------------------------ | ------------------------------------------------ | ------------------------------------------------ | ------------------------------------------------ | ------------------------------------------------ | ------------------------------------------------ | ------------------------------------------------ | ------------------------------------------------ |
| 1842                                             | 1857                                             | 1860                                             | 1877                                             | 1887                                             | 1897                                             | 1900                                             | 1910                                             | 1920                                             | 1930                                             | 1940                                             | 1950                                             | 1960                                             | 1970                                             | 1981                                             | 1991                                             | 2001                                             | 2010                                             |
| 240                                              | 585                                              | 457                                              | 438                                              | 512                                              | 482                                              | 485                                              | 487                                              | 494                                              | 805                                              | 877                                              | 1 041                                            | 968                                              | 690                                              | 621                                              | 616                                              | 560                                              | 540                                              |